# Вальбах (Аргау)
Вальбах (нем. Wallbach AG) — коммуна в Швейцарии, в кантоне Аргау.
Входит в состав округа Райнфельден. Население составляет 1714 человек (на 31 декабря 2007 года). Официальный код — 4261.